# 舊社公園
舊社公園位於台中市北屯路與松竹路口，於1995年落成，面積約為4公頃，為台中市的大型公園之一，公園旁為臺中市政府警察局松安派出所與北新國中，與臺中捷運烏日文心北屯線松竹站相鄰。日治時期，為平地原住民番社，後來遷移，故稱舊社，另外，大清帝國時期，台民開墾時期，因為爭水源，生許多械鬥，造成許多無主亡魂，善心人士掘土埋葬。
公園內有大量的樹木與環繞公園的石板步道，還有蓮花池、小型蓄洪池、涼亭、兒童遊樂設施與活動中心。

## 寵物公園風波
2008年台中市政府曾建議把舊社公園設置成「寵物公園」，但因附近居民強烈反對，結果閣置，另選址於南屯公園。

## 交通資訊
軌道運輸：
- 台中捷運綠線-松竹站
- 台鐵台中線-松竹車站

台中市公車
站牌名稱：捷運松竹站（北屯路）
- 台中客運：901、901副
- 豐原客運：55、900
- 統聯客運：59、77
- 中鹿客運：800

站牌名稱：捷運松竹站（松竹路）
- 台中客運：72
- 統聯客運：77
- 四方客運：922

## 外部連結
- 台中舊社公園
- 台中舊社公園（大學網）[永久]